# Dalmatică

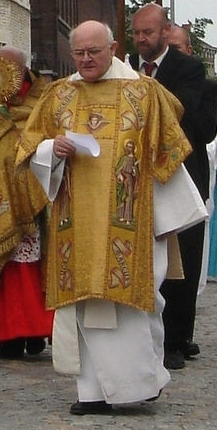
Diacon catolic purtând dalmatică aurie

Dalmatica (din latină dalmática - tunică din Dalmația) este un veșmânt liturgic, în formă de tunică lungă până la genunchi, cu mâneci largi, până la cot, folosit de diacon în riturile creștine din apus. La început, dalmatica era o haină civilă, răspândită aproape în întregul Imperiu roman, iar din secolul al V-lea a început să fie folosită ca haină liturgică.
În heraldică, dalmatica este îmbrăcămintea îngerilor, rochiile lungi cu care aceștia sunt înfățișați.

## Terminologie
În limba română, în limbajul uzual, termenul “dalmatică” e înlocuit cu expresia “stihar diaconesc”.

## Folosință
Vedeți și articolul stihar.